# Окса (гмина)
Окса (пол. Oksa) — сельская гмина (волость) в Польше, входит как административная единица в Енджеювский повет, Свентокшиское воеводство. Население — 4950 человек (на 2004 год).

## Демография
| Перепись                       | Всего   | Всего | Женщины | Женщины | Мужчины | Мужчины |
| ------------------------------ | ------- | ----- | ------- | ------- | ------- | ------- |
| Единицы                        | человек | %     | человек | %       | человек | %       |
| Население                      | 4950    | 100   | 2472    | 49,9    | 2478    | 50,1    |
| Плотность населения (чел./км²) | 54,8    | 54,8  | 27,4    | 27,4    | 27,5    | 27,5    |

## Соседние гмины
1. Гмина Енджеюв
2. Гмина Малогощ
3. Гмина Нагловице
4. Гмина Радкув
5. Гмина Влощова